# Néphrite (roche)
Pour l'affection du rein, voir Néphrite (médecine).

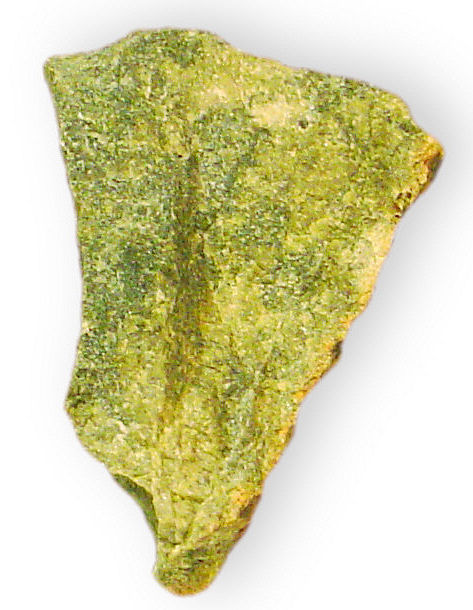
Néphrite du Wyoming.

La néphrite est une roche composée essentiellement d'une variété d'amphibole, l'actinote, de formule chimique Ca2(Mg,Fe)5Si8O22(OH)2. C'est l'une des deux roches appelées jade, l'autre étant la jadéitite, composée essentiellement de jadéite, une variété de pyroxène. La néphrite est une pierre ornementale, utilisée dans une grande variété de bijoux ou d'objets décoratifs.

## Étymologie
Le nom « néphrite » est dérivé du latin lapis nephriticus, traduction de l'espagnol piedra de ijada.

## Description
La néphrite peut être translucide, blanche ou très légèrement jaune (variété appelée en Chine jade « gras de mouton »), ou opaque, blanche ou très légèrement brune ou grise (variété appelée jade « os de poulet ») jusqu'au vert, ou présenter toutes les nuances du vert. Le Canada est le principal producteur actuel. Le jade néphrite fut surtout utilisé en Chine avant le XIXe siècle, en Nouvelle-Zélande, sur les côtes de l'Amérique du Nord, dans l'Europe à l'époque du Néolithique et en Asie du Sud-Est.

## Historique

### Préhistoire

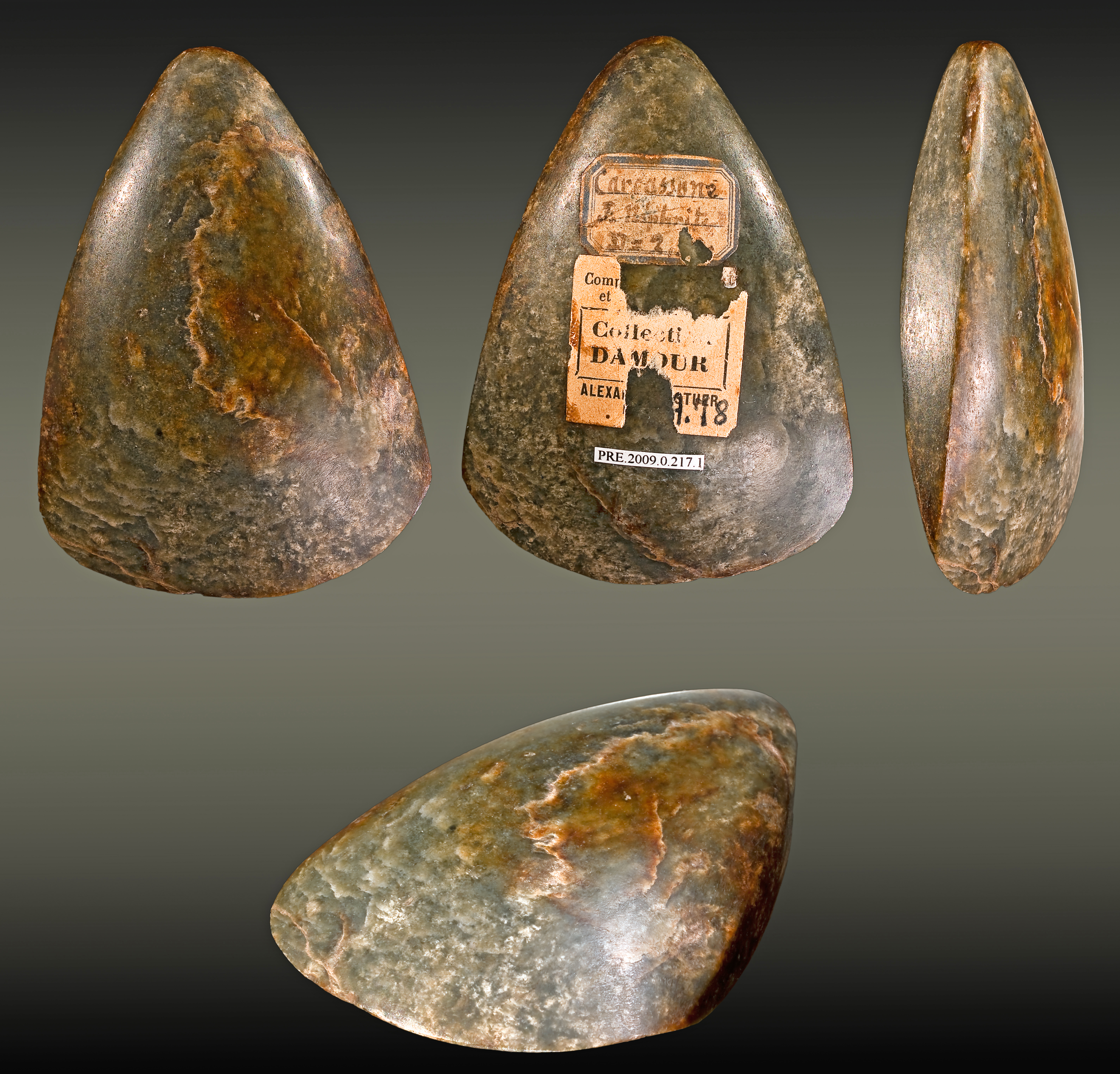
Hache polie période néolithique – Collection d’Alexis Damour – Carcassonne – Muséum de Toulouse.

La néphrite a été très utilisée en Europe dans la période néolithique pour la confection de différents outils.

### Chine préhistorique et ancienne

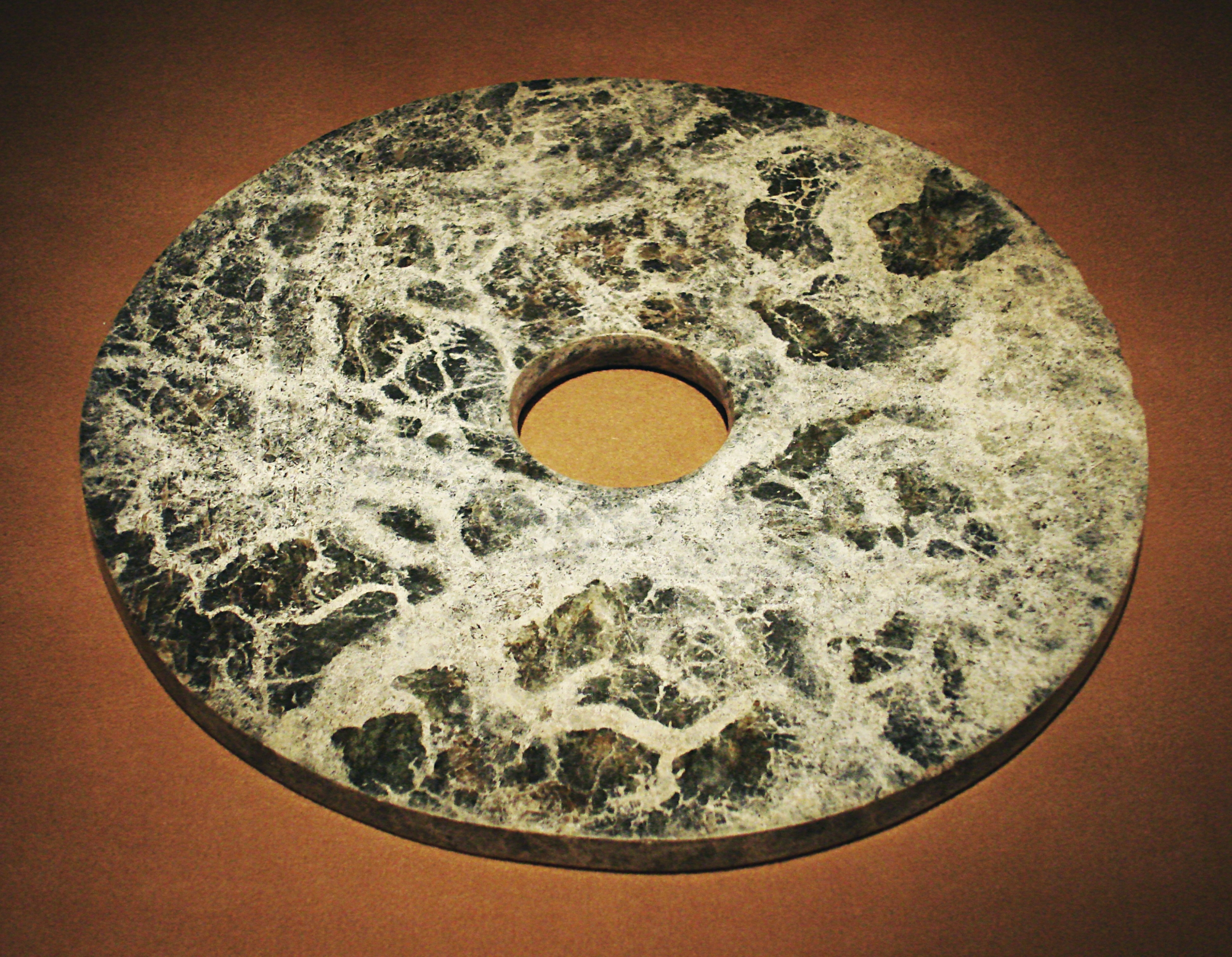
Disque funéraire en néphrite, culture de Liangzhu.

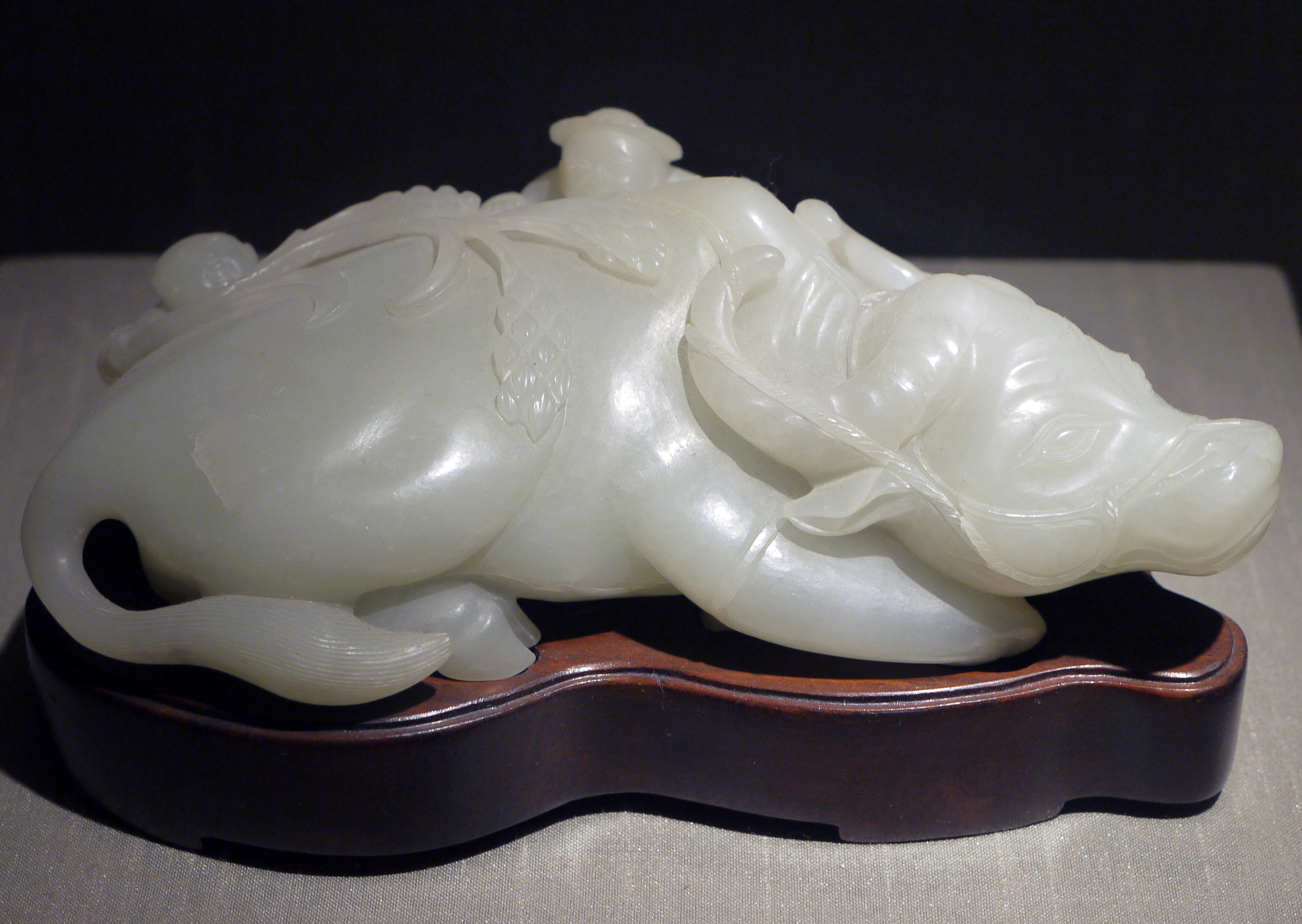
Ornement en néphrite représentant un jeune garçon sur un buffle, dynastie Qing, Chine.

Les principales sources de jade néphrite en Chine au néolithique étaient les dépôts désormais épuisés de la région de Ningshao, dans le delta du Yangtze Kiang (culture de Liangzhu, 3400–2250 avant notre ère), ainsi que dans une zone de la province de Liaoning et en Mongolie-Intérieure (culture de Hongshan, 4700–2200 avant notre ère).
Le jade était utilisé pour créer de nombreux objets utilitaires et cérémoniels, depuis les décorations d'intérieur jusqu'aux costumes funéraires de la dynastie Han. Il était considéré comme la « pierre impériale ».
De la première dynastie chinoise jusqu'à aujourd'hui, les jades les plus exploités furent ceux de la région de Khotan, au Xinjiang (ceux d'autres régions comme Lantian, au Shaanxi, étaient aussi très demandés). Les néphrites blanches et verdâtres y constituent de petits filons ou sont charriées par les rivières dévalant des monts Kunlun vers le désert du Taklamakan. La récolte du jade était concentrée sur le Yarkand, la Yurungkash (en) (ou « rivière du Jade blanc ») et la Karakash (en) (« rivière du Jade noir »). Le Royaume de Khotan, au sud de la route de la soie, payait à la Chine un tribut annuel de jades blancs, considérés comme plus précieux que l'or et l'argent ; ils étaient transformés en objets d'art par les artisans attachés à la cour impériale.

### Nouvelle-Zélande
La néphrite est connue en langue maori sous le nom de pounamu ; elle joue un rôle très important dans la culture maorie. Considérée comme un taonga, ou trésor, elle est à ce titre protégée par le traité de Waitangi : son exploitation est réduite et strictement encadrée (la plupart du jade vendu aujourd'hui sur place provient de Colombie-Britannique). Le nom maori de l'Île du Sud est Te Wai Pounamu, « Le Pays de l'eau des pierres vertes » - c'est-à-dire l'endroit où celles-ci ont été découvertes.
Les Maoris fabriquaient des armes et des ornements en néphrite, en particulier les mere (masses courtes) et les Hei-tiki (ornements de colliers). Ils considéraient qu'elles avaient leur propre mana et les transmettaient comme des biens patrimoniaux, ou les offraient pour sceller des accords importants. En l'absence d'outils en fer, ils utilisaient aussi la néphrite pour fabriquer des objets comme des herminettes.